# فرودگاه ملی جزیره استیپالایا

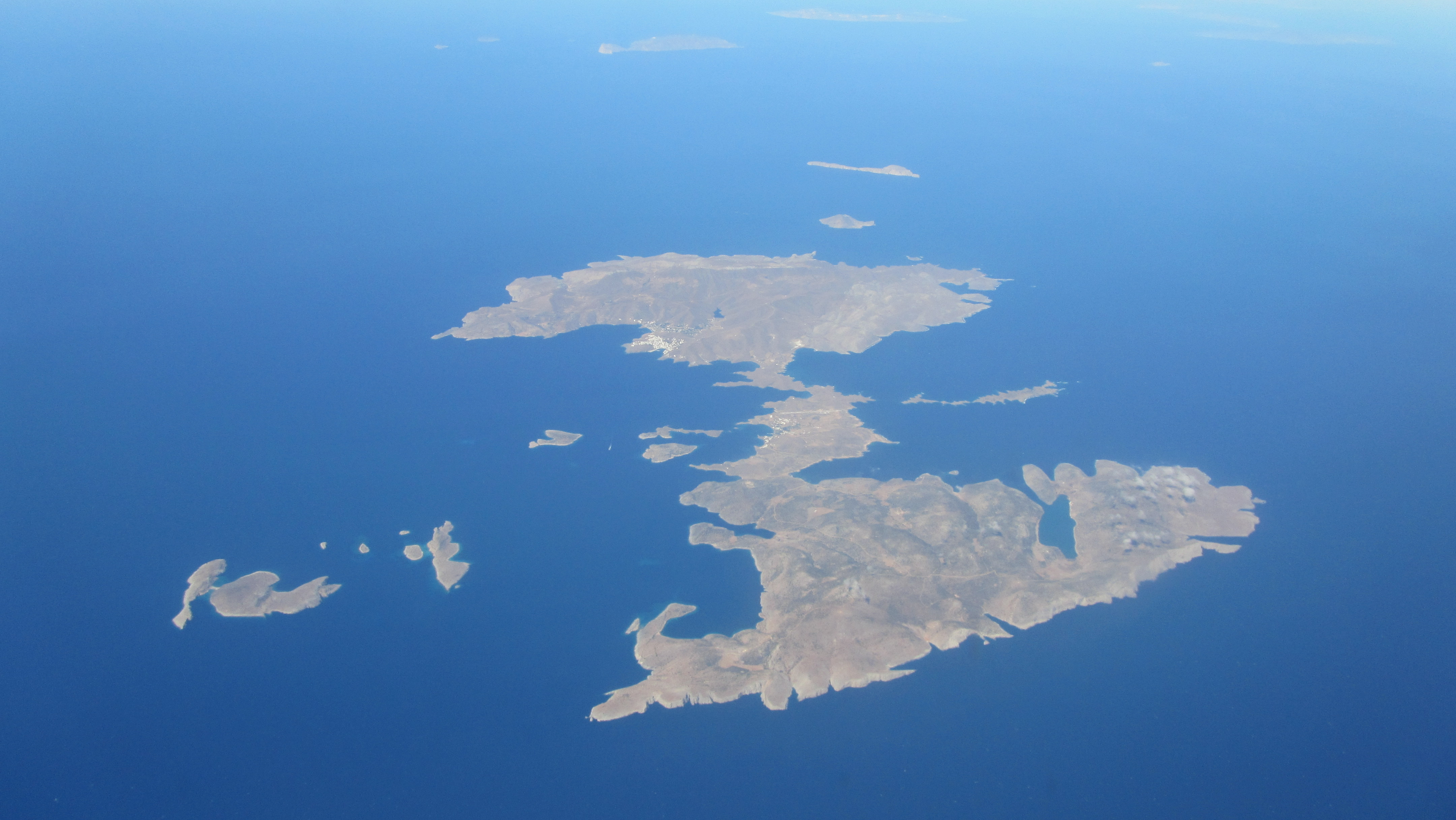
نمایی کلی از جزیره استیپالایا

فرودگاه ملی جزیره استیپالایا (به انگلیسی: Astypalaia Island National Airport) یک فرودگاه همگانی باربری با کد یاتا JTY است که یک باند فرود آسفالت دارد و طول باند آن ۹۸۹ متر است. این فرودگاه در کشور یونان قرار دارد و در ارتفاع ۵۰ متری از سطح دریا واقع شده‌است.

## شرکت‌های هواپیمایی و مقصدهای پروازی
| شرکت‌های هواپیمایی    | مقصدهای پروازی       |
| -------------------- | -------------------- |
| المپیک ایر           | ملی جزیره لروس (PSO) |
| Sky Express (Greece) | آتن (PSO)            |